# Prins van Conti
De prinsen van Conti waren een zijtak van het huis Bourbon en op hun beurt een jongere linie van de zijlijn Bourbon-Condé. De prinsen stammen af van Armand, prins van Conti, broer van de "grote" Condé
De prinsen voerden de titels Altesse (Frans: hoogheid), Prins van Conti, Prins van La Roche-sur-Yon, Hertog van Mercœur, Markies van Graville, Graaf van de Marche, Graaf van Pézenas, Graaf van Alais, Graaf van Clermont.
Het interessantste bezit van de familie was het exquise wijngoed in de Bourgogne dat ook nu nog de naam Romanée-Conti draagt. Over dit domein voerde Lodewijk Frans I van Bourbon-Conti een verbitterde strijd met Madame de Pompadour omdat zij beiden het wijngoed wilden kopen. Het is waarschijnlijk dat koning Lodewijk XV van Frankrijk, een volle neef van de prins, hierover zelf een beslissing heeft genomen in het voordeel van de prins. 
De takken Conti en Bourbon-Condé waren prinsen van den bloede omdat zij aftakkingen van de familie waren van vóór de troonsbestijging van Hendrik IV van Frankrijk.  Zij hebben nooit geregeerd en zijn in de 19e eeuw uitgestorven. De laatste prins van Conti stierf in 1814, enige maanden vóór de Restauratie van de Bourbons, in ballingschap in Barcelona.

## Lijst
|  | Naam                                | Regeringsperiode | Dynastie | Opmerkingen |
|  | ----------------------------------- | ---------------- | -------- | --- |
|  | Frans François                      | 1581 - 1614      | Bourbon  | Was eigenlijk tussen 1581 en 1587 markies van Conti, en vanaf 1587 prins van Conti. |
|  | Armand                              | 1629 - 1666      | Bourbon  | Was eigenlijk een prins van Bourbon-Condé. Hij was een zoon van prins Hendrik II van Bourbon-Condé. |
|  | Lodewijk Armand I Louis Armand      | 1666 - 1685      | Bourbon  | |
|  | Frans Lodewijk François Louis       | 1685 - 1709      | Bourbon  | Was een jongere broer van prins Lodewijk Armand I. |
|  | Lodewijk Armand II Louis Armand II  | 1709 - 1727      | Bourbon  | Hij huwde met Louise Elisabeth van Bourbon. Hun dochter Louise Henriëtte huwde met hertog Lodewijk Filips I van Orléans, en was daarmee de moeder van Philippe Égalité, die vooral tijdens de Franse Revolutie bekend zou worden. |
|  | Lodewijk Frans I Louis François I   | 1727 - 1776      | Bourbon  | Trad in het huwelijk met Louise Diane van Orléans, jongste dochter van hertog Filips II van Orléans, regent van Frankrijk tijdens de minderjarigheid van koning Lodewijk XV.                                                      |
|  | Lodewijk Frans II Louis François II | 1776 - 1814      | Bourbon  | De laatste prins van Bourbon-Conti. |